# Маньківська волость
Маньківська волость — історична адміністративно-територіальна одиниця Уманського повіту Київської губернії з центром у селі Маньківка.
Станом на 1886 рік складалася з 7 поселень, 6 сільських громад. Населення — 9958 осіб (4902 чоловічої статі та 5056 — жіночої), 1975 дворових господарств.
|                     | Площа, десятин | У тому числі орної, дес. |
| ------------------- | -------------- | ------------------------ |
| Сільських громад    | 18643          | 12177                    |
| Приватної власності | 19             | 7                        |
| Казенної власності  | 1066           | 50                       |
| Іншої власності     | 245            | 217                      |
| Загалом             | 19973          | 12451                    |

Основні поселення волості:
- Маньківка — колишнє військове поселення при річці Журавлинка за 27 верст від повітового міста, 2883 особи, 228 дворів, 2 православні церкви, училище, ветеринарний лазарет, поштова станція, арештантський будинок, 3 постоялих двори, 9 постоялий будинків, 11 лавок, базари по середах і неділях, 2 водяних і 21 вітряний млини.
- Дзензелівка — колишнє військове поселення при річці Журавлинка, 1328 осіб, 296 дворів, православна церква, школа, 3 постоялих будинки, 2 лавки, 2 вітряних млини.
- Кинашівка — колишнє військове поселення при річці Журавлинка, 399 осіб, 102 двори, православна церква, постоялий будинок, водяний млин.
- Кищенці — колишнє військове поселення при річці Митківка, 1802 особи, 361 двір, православна церква, школа, 3 постоялих будинки, водяний і 4 вітряних млини.
- Мала Маньківка (Монастирка) — колишнє військове поселення при струмкові, 268 осіб, 54 двори, православна церква, школа, постоялий будинок, 2 водяних і вітряний млини.
- Нестерівка — колишнє військове поселення при річці Журавлинка, 1588 осіб, 292 двори, православна церква, каплиця, школа, поштова станція, постоялий будинок, лавка, 2 вітряних млини.
- Соколівка — колишнє власницьке село при річці Конелка, 1595 осіб, 308 дворів, православна церква, школа, 6 постоялих будинків, 3 лавки, водяний і 4 вітряних млини.

Старшинами волості були:
- 1909—1915 роках — Ігнат Петрович Чепелянський[2],[3],[4],[5],[6].